# Heinrich Pfeifer
Pour les articles homonymes, voir Heinrich Pfeiffer et Pfeiffer.

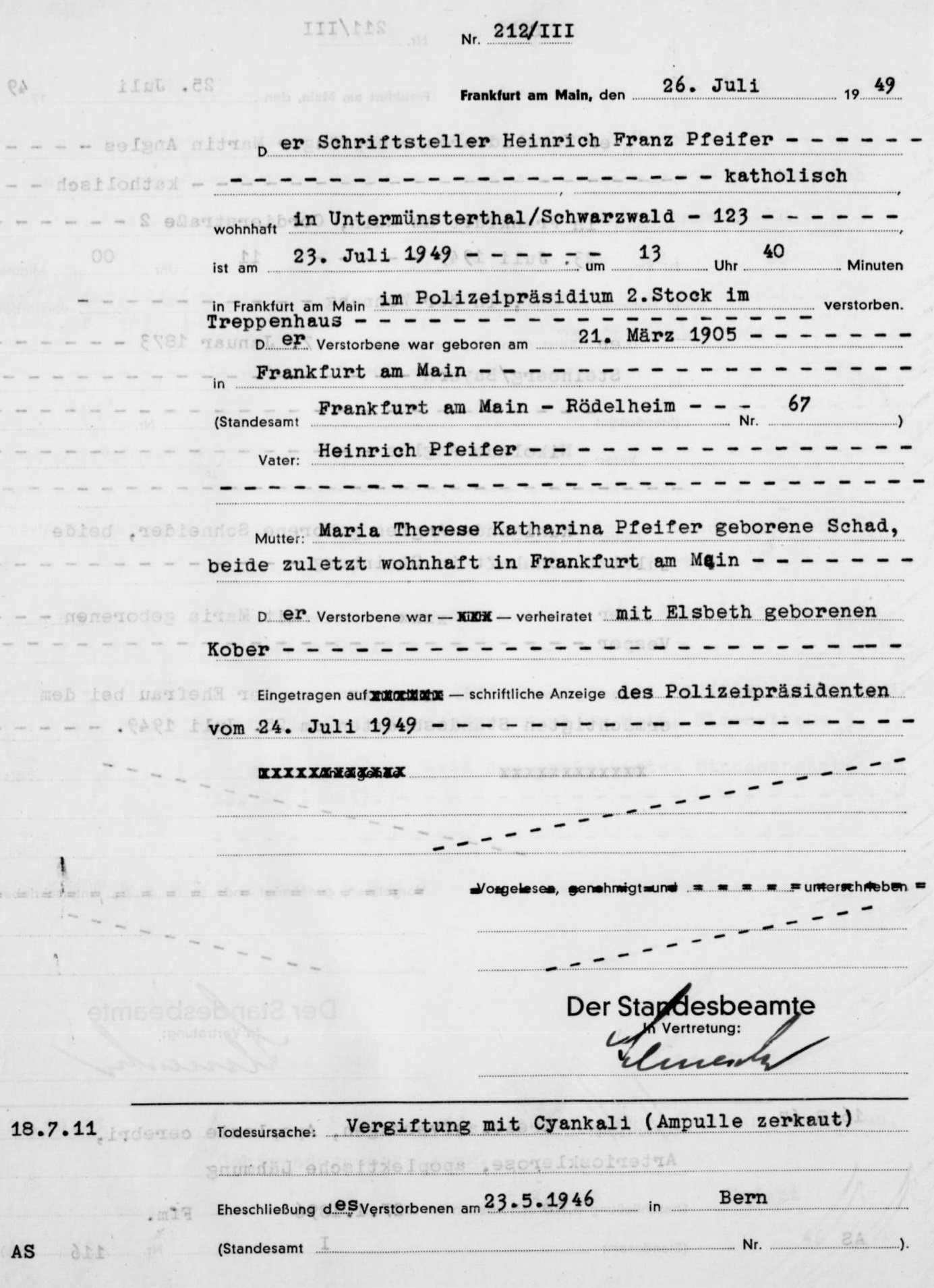
Certificat de décès d'Heinrich Pfeifer, la cause indique "empoisonnement au cyanure de potassium".

Heinrich Pfeifer (aussi : Heinrich Pfeiffer ; alias : Heinz Stein, Heinrich Orb), né le 21 mars 1905 à Francfort-sur-le-Main et mort prétendument le 23 juillet 1949 au même endroit, est un agent des services secrets allemands.

## Biographie
Il est le fils d'un employé des postes, Heinrich Pfeifer, et de Maria Therese Katharina, née Schad. Après avoir fréquenté l'école secondaire de Francfort-sur-le-Main, il suit un apprentissage commercial, puis travaille comme homme d'affaires, traducteur, commis au département de la défense du ministère de la Reichswehr et homme d'affaires. Après quatre ans et demi à l'étranger, il retourne en Allemagne en 1927. En 1928, il s'installe à Berlin, où il utilise officiellement le titre d'écrivain.
Le 23 juillet 1931, il est arrêté à Berlin. En toile de fond, son implication dans un complexe de transactions financières douteuses par un groupe d'hommes dirigé par l'avocat Erich Heynau, dans lequel il est accusé d'avoir détourné les avoirs de la veuve du consul Amélie Du Vinage, avec qui il avait commencé une liaison en 1931 malgré leur grande différence d'âge et dont il avait été nommé gérant de fortune.
Le 6 août 1932, dans le cadre du procès Heynau, Pfeifer est condamné par le tribunal régional de Stuttgart à huit mois de prison pour escroquerie. Il est acquitté de l'accusation de détournement de fonds.

### Sous le nazisme
En 1933, Heinrich Pfeifer est recruté par Werner Best comme agent du SD.
Pendant quelques mois en 1934, sous le pseudonyme de Heinrich Stein, il dirige le bureau spécial Stein. Il s'agit d'un bureau secret travaillant pour Heinrich Himmler et Reinhard Heydrich ainsi que le ministère de la Reichswehr pour le traitement du renseignement. Après des différends avec Heydrich, Pfeifer est arrêté en août 1934 et envoyé au camp de concentration de Columbia, où il est détenu jusqu'à l'été 1935. Il se rend ensuite à Magdebourg, d'où il s'enfuit à l'étranger via Dantzig en 1936.
Dans les années qui suivent, Pfeifer travaille pour les services secrets polonais avant de se rendre en Suisse via plusieurs stations intermédiaires (dont la Grande-Bretagne), où il vit comme émigré jusqu'en 1947. Il reçoit le soutien en exil de l'éditeur Alfred Kober, dont il a épousé la fille Elsbeth.
Il figure sur la Sonderfahndungsliste G.B..
En 1945, Pfeifer il publie le livre Nationalsozialismus – 13 Jahre Machtrausch sous le pseudonyme Heinrich Orb, dans lequel il rend compte de ses expériences au service des dirigeants nazis.
Après un bref séjour d'Heinrich Pfeifer à Innsbruck, en Autriche, en 1947, il retourne en Allemagne la même année, où il vit d'abord à Francfort-sur-le-Main, puis à Untermünztal.
Selon les enquêtes de l'auteur Rainer Orth, la mort de Heinrich Pfeifer est mystérieuse et peut-être seulement fictive. Ainsi, le 23 juillet 1949, Pfeifer est sollicité par deux policiers pour une courte visite au siège de la police de Francfort en raison d'une affaire mineure (reconnaissance d'une dette financière). Là, il mord dans une capsule de cyanure dans la cage d'escalier. Le 28 juillet 1949, il est incinéré au cimetière principal. L'urne est inhumée le 4 ou 6 août 1949 au cimetière de Hausen (rangée d'urnes 8, no 3). La tombe est rasée vingt ans après.
Selon Orth, l'inscription du décès de Pfeifer au bureau d'enregistrement de Francfort indique en fait « un empoisonnement au cyanure de potassium (ampoule mâchée) ». Cependant, le cadavre n'a pas été identifié par des proches et lorsque la sœur du défunt a voulu parler aux deux agents de la préfecture de police qui étaient passés chercher son frère, ils n'étaient prétendument pas connus, et personne ne savait rien de l'affaire.
Plusieurs personnes affirment avoir vu Heinrich Pfeifer en Suisse après sa mort présumée ; la femme de Pfeifer a refusé de parler de la question jusqu'à sa propre mort. Le fils de Pfeifer, Johannes-Heinrich, ne croyait pas que son père était mort en 1949, mais qu'« une sorte de sortie avait été arrangée ».

## Écrits de Pfeifer
En 1976, Rönn von Uexküll expose dans son étude Unser Mann in Berlin (Notre homme à Berlin), que Günther Patschowsky (de), juriste et fonctionnaire du SD, est l'auteur du livre sous le pseudonyme de Heinrich Orb, et que le nom de Heinrich Pfeifer n'est qu'un autre pseudonyme de Patschowsky.
Dans son livre, Heinrich Pfeifer/Orb désigne le SS Johannes Schmidt (de) comme l'assassin du chancelier Kurt von Schleicher ; l'historien suisse Rainer Orth (de) a vérifié dans sa thèse Der SD-Mann Johannes Schmidt - Der Mörder des Reichskanzler Kurt von Schleicher ? la fiabilité des données du livre de Pfeifer et est arrivé à la conclusion, pour la période allant jusqu'à l'émigration de Pfeifer en 1936, que les informations étaient majoritairement fiables.
Dès 1940, l'émigré Walther Korodi (de) publie Inside the Gestapo : Hitler's Shadow Over the World (en) aux éditions Pallas à Londres, sous le pseudonyme de Hansjürgen Koehler. Ce livre contient des traductions mot à mot de certains chapitres d'un manuscrit de Pfeifer sur ses expériences au service de Himmler et Heydrich, manuscrit qu'il a proposé aux éditions Pallas sous le titre Hinter den Kulissen des 3. Reichs, sans obtenir de réponse. Le manuscrit de Pfeifer a été traduit en anglais par la maison d'édition et par Korodi sans son autorisation, et complété par quelques chapitres écrits par Korodi pour son livre Inside the Gestapo : Hitler's Shadow Over the World : ainsi, le livre donnait l'impression d'être un récit d'expérience rédigé par un seul auteur.

## Publications
- Sous le pseudonyme de Heinrich Orb : Nationalsozialismus – 13 Jahre Machtrausch, Walter, Olten, 1945.